# Pieve d'Alpago
Pieve d'Alpago là một đô thị ở tỉnh Belluno trong vùng Veneto, có vị trí cách khoảng 80 km về phía bắc của Venice và khoảng 11 km về phía đông bắc của Belluno. Tại thời điểm ngày 31 tháng 12 năm 2004, đô thị này có dân số 2.025 và diện tích 25,2 km².
Pieve d'Alpago giáp các đô thị: Chies d'Alpago, Claut, Erto e Casso, Ponte nelle Alpi, Puos d'Alpago, Soverzene.